# 매천 황현 시·문(7책)
매천 황현 시·문(7책)은 매천 황현이 1880년대에서 1910년까지 지은 약 548수의 친필 시를 모아놓은 시집(4책)과, 그가 지은 다양한 글을 모은 문집(3책)이다. 2019년 5월 7일 대한민국의 국가등록문화재 제749-1호로 지정되었다.

## 개요
‘한말삼재(韓末三才)’, ‘호남삼걸(湖南三傑)’로 이름을 날린 문장가였던 매천 황현이 1880년대에서 1910년까지 지은 약 548수의 친필 시를 모아놓은 시집(4책)과, 그가 지은 다양한 글을 모은 문집(3책)이다. 황현의 시에는 식자인의 책임의식이 깊이 투영되어 있어서 그의 우국충절의 지사적 면모를 확인할 수 있다. 또한 문집에서는 그가 지은 다양한 글을 싣고 있어 그의 사상과 활동을 파악할 수 있다.

## 같이 보기
- 황현

## 참고 자료
- 매천 황현 시·문(7책) - 국가유산청 국가유산포털